# Cryptocentrus flavus
Cryptocentrus flavus är en fiskart som beskrevs av Yanagisawa, 1978. Cryptocentrus flavus ingår i släktet Cryptocentrus och familjen smörbultsfiskar. Inga underarter finns listade i Catalogue of Life.